# Max Grahn

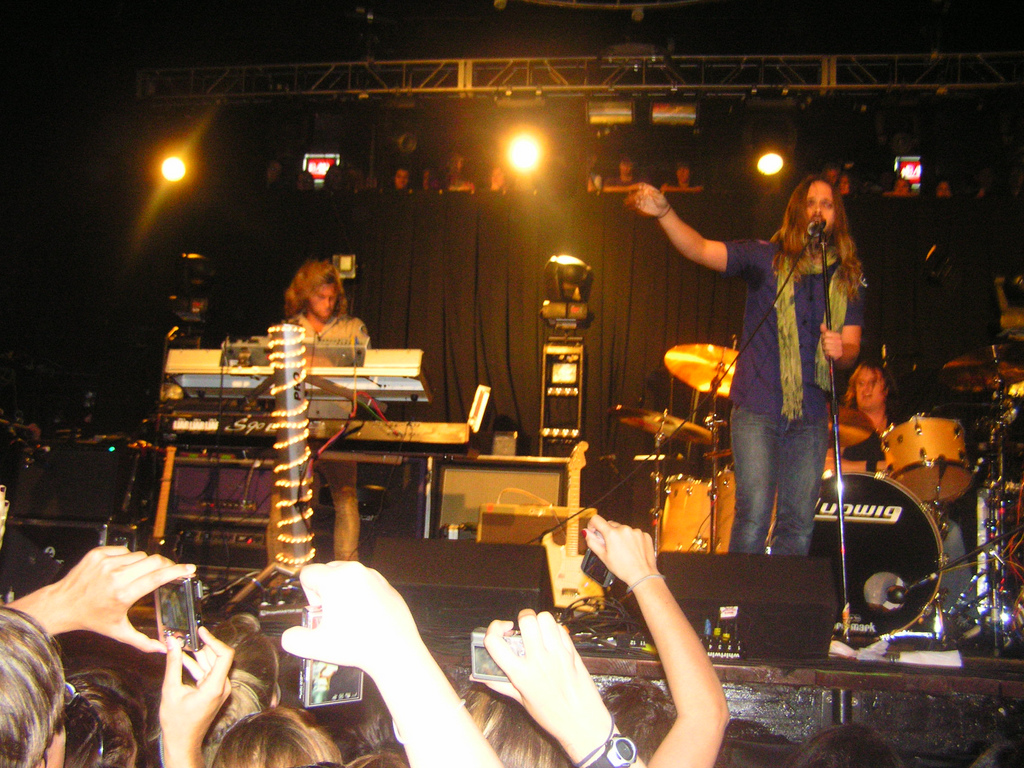
Max Grahn live mit Carolina Liar (Schlagzeug)

Max Paul Albert Grahn (* 8. Februar 1988 in Karlskrona), auch bekannt unter dem Pseudonym Fat Max Gsus ist ein schwedischer Musiker, Songwriter und Musikproduzent.

## Leben
Max Grahn wuchs in Karlskrona in einer musikalischen Familie auf. Er ist der Sohn des Chorleiters Håkan Grahn. Sein älterer Bruder Adam Grahn ist Leadsänger der Band Royal Republic.
Zusammen mit Savan Kotecha und Rickard Göransson schrieb er den Song Husavik für den Film Eurovision Song Contest: The Story of Fire Saga von David Dobkin. Im Film wurde er von Molly Sandén und Will Ferrell gesungen. Der Song wurde bei der Oscarverleihung 2021 als Bester Song nominiert.
Max Grahn schrieb zusammen mit Tobias Forge für Ghost die beiden Songs Call Me Little Sunshine und Hunter's Moon, die sich auf dem Album Impera befinden. Daneben schrieb er Brrr für Kim Petras.
Als Gitarrist ist er auf Beautiful von Anne-Marie, Cover Me in Sunshine von Pink und Willow Sage Hart sowie Save Your Tears von The Weeknd und Ariana Grande zu hören. Als Schlagzeuger spielte er von 2006 bis 2009 in der Band Carolina Liar.

## Diskografie

### Songwriting und Produktion
- 2020: Husavik (aus dem Soundtrack zu Eurovision Song Contest: The Story of Fire Saga)
- 2021: Poster Girl von Zara Larsson (auch Gitarre und Schlagzeug)
- 2022: Cate’s Brother von Maisie Peters
- 2022: Call Me Little Sunshine und Hunter’s Moon von Ghost
- 2023: Leave Me Slowly von Lewis Capaldi (auch Bass und Schlagzeug)
- 2023: Thousand Pieces und Brrr von Kim Petras
- 2025: Lachryma, Guiding Lights, De Profundis Borealis, Cenotaph, Umbra und Excelsis von Ghost

### Gitarre
- 2021: Cover Me in Sunshine von Pink & Willow Sage Hart
- 2021: Beautiful von Anne-Marie
- 2023: Suburbia von Tove Lo
- 2023: Trustfall (Album) von Pink